# بيتر جونز (ضابط)
بيتر جونز (بالإنجليزية: Peter Jones) هو ضابط أسترالي، ولد في 23 ديسمبر 1957 في سيدني في أستراليا.